# 亚格达斯经

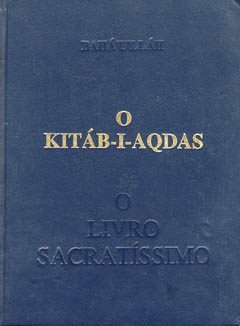

《亚格达斯经》由巴哈伊信仰的创立者巴哈欧拉所作，是巴哈伊信仰的核心著作。此书原以阿拉伯语写就，但是人们更多的以巴哈欧拉自己为此书所取的波斯语书名来称呼它。此书还被称作亚格达斯、至圣经书和律法书等。“亚格达斯”这一词因在许多语言中作为其语言基础字母（Q-D-Š）的最高级形式而具有重要意义。
虽然有一些证据显示部分章节完成的时间更早些，但一般认为在《亚格达斯经》成书于1873年左右。在《亚格达斯经》几年后，巴哈欧拉才把此书手稿副本寄给伊朗的巴哈伊，并且直到1890年到1891年间，他才着手处理此书的阿拉伯语版在印度孟买的出版事宜。
《亚格达斯经》被认为是所有巴哈伊圣作的“母经”，“未来世界文明的宪章”。除却律法，本书也涉及许多其他问题，特别是有关道德嘱托和对各类人在各处的演讲。此外《亚格达斯经》还谈到了巴哈伊信仰行政机构的建立，巴哈伊的宗教实践、个人的在律法体系中地位、有关犯罪的事宜、社会准则、其他细节的规定、律法的废除及一些预言等。